# إدوارد هاماليانين
إدوارد هاماليانين (بالفنلندية: Eduard Hämäläinen)‏ هو منافس ألعاب قوى فنلندي، ولد في 21 يناير 1969 في قراغندي في كازاخستان.

## وصلات خارجية
- إدوارد هاماليانين على موقع الاتحاد الدولي لألعاب القوى (الإنجليزية)
- إدوارد هاماليانين على موقع اللجنة الأولمبية الدولية (الإنجليزية)
- إدوارد هاماليانين على موقع أوليمبيديا (الإنجليزية)